# Circondario di Grosseto
Il circondario di Grosseto era l'unico circondario in cui era suddivisa l'omonima provincia.

## Storia
Il circondario di Grosseto venne istituito nel 1860.
Venne soppresso nel 1927 come tutti i circondari italiani.

## Geografia antropica

### Suddivisioni amministrative
1. Mandamento I di Arcidosso
  - Arcidosso, Roccalbegna
2. Mandamento II di Castel del Piano
  - Castel del Piano
3. Mandamento III di Castiglione della Pescaia
  - Castiglione della Pescaia
4. Mandamento IV di Cinigiano
  - Cinigiano
5. Mandamento V di Giglio
  - Giglio
6. Mandamento VI di Giuncarico
  - Gavorrano
7. Mandamento VII di Grosseto
  - Grosseto
8. Mandamento VIII di Manciano
  - Manciano
9. Mandamento IX di Massa Marittima
  - Massa Marittima
10. Mandamento X di Montieri
  - Montieri
11. Mandamento XI di Orbetello
  - Orbetello
12. Mandamento XII di Pitigliano
  - Pitigliano, Sorano
13. Mandamento XIII di Porto Santo Stefano
  - Monte Argentario
14. Mandamento XIV di Roccastrada
  - Roccastrada, Campagnatico
15. Mandamento XV di Santa Fiora
  - Santa Fiora
16. Mandamento XVI di Scansano
  - Magliano in Toscana, Scansano